# دونا نيلسون
دونا نيلسون (بالإنجليزية: Donna Nelson)‏ (و. 1954  م) هي كيميائية، وعالمة كيمياء حيوية، ومؤلفة، وأستاذ جامعي أمريكية، ولدت في يوفاولا.

## التعليم
تعلمت في جامعة أوكلاهوما، وجامعة تكساس في أوستن.

## جوائز
حصلت على جوائز منها:
- برنامج فولبرايت
- زمالة الجمعية الأمريكية لتقدم العلوم
- زمالة غوغنهايم